# شرايين الكعب الأنسية
شرايين الكعب الأنسية هي اثنين أو ثلاثة من الفروع الصغيرة التي تتشعب على الحدود الأنسية من القدم وتنضم إلى شبكة الكعب الأنسية.